# 21st Century Breakdown
21st Century Breakdown je osmi studijski album američkog sastava Green Day. Ovo je prvi album Green Day koji je producirao Butch Vig. Imat će utjecaj Brucea Springsteena, The Who i The Beatles. Album je objavljen 15. svibnja 2009. godine, 16. travnja radio stanice diljem svijeta pustile su novi singl s osmog studijskog albuma, Know Your Enemy. Green day je imao već nekoliko nastupa u "The Independent" u San Franciscu, DNA Lounge-u isto u San Franciscu i u Oaklandu u Fox teatru. To su bili iznenadni koncerti jer nisu bili nigdje najavljeni nego su se karte mogle kupiti isti dan pred mjestima gdje će Green Day svirati. Pretpostavlja se da je Green Day htio označiti svoj povratak s tim malim koncertima jer svega je bilo oko 500-tinjak ljudi na koncertima u tim klubovima. Green Day je isto tako najavio svjetsku turneju koja počinje u lipnju u Americi i nastavlja se u Europi, Australiji, Japanu i Južnoj Americi.

## Glazba
Album će imati 16 pjesama raspoređenih u tri dijela: "Heroes and Cons", "Charlatans and Saints," i "Horseshoes and Handgrenades". Glazbeno, album ima stil rock opere albuma American Idiot.[nedostaje izvor]

## Pjesme
1.Song of the Century
I. čin:  Heroes and Cons
2. 21st Century Breakdown
3. Know Your Enemy
4. ¡Viva La Gloria!
5. Before The Lobotomy
6. Christian's Inferno
7. Last Night On Earth
II. čin: Charlatans and Saints
East Jesus Nowhere
Peacemaker
Last Of The American Girls
Murder City
?Viva La Gloria? (Little Girl)
Restless Heart Syndrome
 III. čin: Horseshoes and Handgrenades
Horseshoes and Handgrenades
The Static Age
21 Guns
American Eulogy
a) Mass Hysteria
b) Modern World
See The Light

## Ljestvice
| Ljestvice (2009)       | Najviša pozicija | Certifikacije |
| ---------------------- | ---------------- | ------------- |
| Australija             | 2.               | platinasta    |
| Austrija               | 1.               | platinasta    |
| Češka                  | 1.               |               |
| Danska                 | 1.               | zlatna        |
| Europa                 | 1.               |               |
| Finska                 | 3.               | zlatna        |
| Francuska              | 1.               |               |
| Irska                  | 2.               |               |
| Italija                | 1.               | platinasta    |
| Japan                  | 1.               | zlatna        |
| Kanada                 | 1.               | 2x platinasta |
| Nizozemska             | 4.               |               |
| Novi Zeland            | 1.               | platinasta    |
| Norveška               | 1.               |               |
| Njemačka               | 1.               | zlatna        |
| Poljska                | 6.               |               |
| Portugal               | 2.               |               |
| SAD                    | 1.               | zlatna        |
| Španjolska             | 1.               |               |
| Švedska                | 1.               | zlatna        |
| Švicarska              | 1.               |               |
| Ujedinjeno Kraljevstvo | 1.               | zlatna        |